# Lac de Castillon
Le lac de Castillon est un lac de barrage de France formé par le barrage de Castillon barrant les eaux du Verdon, en amont de Castellane, dans les Alpes-de-Haute-Provence. Mesurant près de dix kilomètres de longueur, il remonte la vallée jusqu'aux portes du village de Saint-André-les-Alpes. Lors de sa mise en eau en 1948, il a englouti le village de Castillon.